# Dicranomyia (Peripheroptera) auranticolor
Dicranomyia (Peripheroptera) auranticolor is een tweevleugelige uit de familie steltmuggen (Limoniidae). De soort komt voor in het Neotropisch gebied.